# ظاهرة الانفجار الجزئي

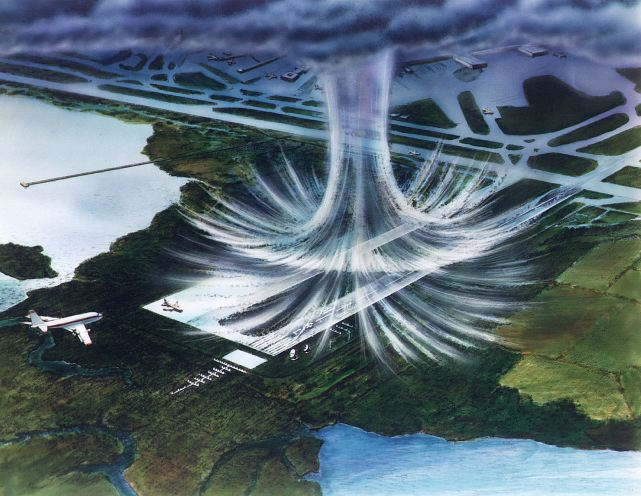
ظاهرة الانفجار الجزئي.

ظاهرة الانفجار الجزئي وتُسمى أيضاً ظاهرة العصف (بالإنجليزية: Microburst)‏، وهي ظاهرة تمطر فيها غيمة واحدة بشكلٍ غزير على منطقة صغيرة ومحددة، تُعتبر هذه الظاهرة خطرةً على حالات الطيران، إذ وقعت الكثير من الحوادث فيها. ويكون ارتداد الرياح والمياه مُتناثراً في جميع الاتجاهات بسبب قوة تركيز السقوط على المنطقة. مما يُسبب عواصف.